# 伊藤斗福

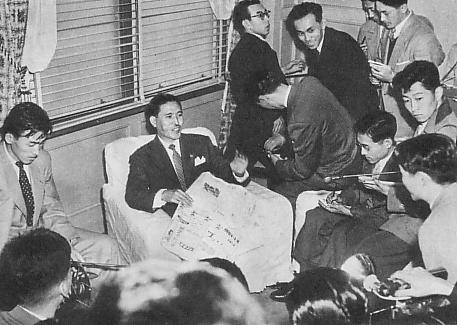
保全経済会の休業を宣言する伊藤斗福（中央の白い椅子に座っている人物）

伊藤 斗福（いとう ますとみ、朝鮮名：丁斗福、1915年3月30日 - 没年不明）は昭和時代の経営者、保全経済会理事長。

## 経歴
1915年日本統治時代の朝鮮・釜山で生まれる。12歳の時に家族と東京へ移り住む。その後、カバン職人の店に奉公し、1936年に独立し店を持ち高級カバンを作り売り出した。しかし、戦時経済体制が進み、「奢侈品禁止令」が出たため店は廃業に追い込まれた。廃業後は富国徴兵保険（現・富国生命保険）の外交員になった。この間1940年に伊藤家の養子になり朝鮮籍から日本籍へ変えた。
戦後の1948年匿名組合「保全経済会」を設立する。保全経済会は高配当をうたい文句に投資を行ったが、経営基盤は脆弱だった。しかし、朝鮮戦争による特需景気で株価は急騰したため業績が伸びた。1953年のスターリン暴落で株価は急落、保全経済会は経営に行き詰まり、10月に休業に追い込まれた。翌年1月伊藤は詐欺容疑で逮捕された。その後起訴され、懲役10年の刑が確定した。保全経済会は政治家を顧問に迎えていたため、顧問の平野力三は国会で証人喚問を受けた。
1975年（昭和50年）3月、千葉刑務所から仮釈放され東京・世田谷区の自宅に蟄居。刑期満了（1976年1月16日）の直前に『読売新聞』のインタビューを受け、「ぼくを信じてくれた人に対し、事業が裏目に出た結果について、すまんと思っている」「保全を始めたときから、いつかは司直の手が入ると思っていた。私を再起不能にするのが逮捕の目的だったのだ」「もう金にまつわることだけはゴメンですね。ハイ」等と語っている。

## 著書
- 『私はこう考える』コスモポリタン社、1953年8月。